# 유지용
유지용(본명 : 최영웅, 1990년 11월 4일 ~ )는 대한민국의 배우이다.

## 출연작

### 영화
- 《게임의 법칙: 인간사냥》 (2021년) - 인석 역
- 《지금 이순간》 (2019년) - 식당 손님 역
- 《일진 3》 (2019년) - 강학수 역
- 《일진 2》 (2018년) - 강학수 역
- 《인랑》 (2018년) - 시위대 역[2]
- 《일진》 (2018년) - 강학수 역

### 드라마
- 《계룡선녀전》 (2018년, tvN)